# Alina (Album)
Alina ist das dritte Studioalbum des deutschen Musikduos Frida Gold. Benannt nach der Sängerin der Gruppe, Alina Süggeler, wurde das Album am 30. September 2016 veröffentlicht.

## Entstehung
Alina war ursprünglich als englischsprachiges Album namens Frida Gold geplant: „Wir sind mit aller Leidenschaft und Überzeugung den ersten Ideen zum englischen Album gefolgt. Ich hatte das Gefühl, es spiegelt meine Lebensweise gut wider, weil ich lange Zeit mit einem Amerikaner in einer Beziehung war und auf Englisch geliebt und gelebt habe. Und dann gab es den Moment, in dem wir feststellen mussten, dass sich das mit unseren treuen "Frida Gold"-Fans nicht deckt. Vielleicht war es auch nicht der richtige Zeitpunkt.“ (Alina Süggeler: n-tv-Interview) Die Veröffentlichung war für den 23. Oktober 2015 angesetzt, jedoch brachte die vorab veröffentlichte Single "Run Run Run" nicht den erwarteten Erfolg ein, so dass das Album vorerst auf unbestimmte Zeit verschoben wurde. Ein Großteil der Songs gelangte jedoch im November 2015 an die Öffentlichkeit, als der Sender 3sat ein knapp einstündiges Konzert der Gruppe als Teil der Reihe zdf@Bauhaus ausstrahlte. Der Mitschnitt des Konzerts wurde jedoch in der Zwischenzeit aus der ZDF-Mediathek entfernt. Anschließend begannen Süggeler und Weizel, einige der Songs ins Deutsche zu übersetzen – in dieser Zeit entstanden jedoch auch neue Songs, die ihren Weg auf die Titelliste des Albums fanden.

## Inhalt
Grundthematik des Albums ist das Loslösen und Überwinden von Ängsten. Es sei „ein Versuch, zu mir zu finden [...] Der Versuch, alles von mir zu zeigen, nicht nur bestimmte Seiten und Facetten, die ich mag.“, so Süggeler.
- Das Album startet mit "Andis Song", der die romantische [„Waren so sehr verliebt./Doch das hat zu nichts geführt.“] und anschließend freundschaftliche Beziehung zwischen Sängerin Alina Süggeler und Andreas Weizel thematisiert, und Süggeler ihrem Freund für seine langjährige Treue und Unterstützung dankt. [„Wie du da stehst, seit Jahren./Und nicht mehr gehst./Gibt mir so viel.“] In einem Livechat auf Facebook benannte Weizel "Andis Song" als sein Lieblingslied auf dem Album.[3]
- "Wir Sind Zuhaus" wurde ursprünglich als "Touch The Sky" für das englischsprachige Album aufgenommen. Die deutschsprachige Übersetzung wurde als zweite Single aus dem Album ausgekoppelt, das zugehörige Musikvideo unter der Regie von Mischa Meyer gefilmt. Grundaussage des Songs ist laut Süggeler, dass „jeder Mensch überall, zu jeder Zeit, ein Zuhause finden kann, wenn es ein Gegenüber gibt, der sich öffnet“.[4]
- In "Ich Hab Angst" spricht Süggeler über die Unsicherheit, dass ihr Gegenüber mit ihren Schwächen und ihrem Charakter nicht umgehen kann. [„Manchmal hab' ich so Angst./Dass du mich so nicht tragen kannst.“] Die Sängerin benannte das Lied als ihr Lieblingslied auf dem Album. In seiner englischen Originalversion war das Lied als "Scared To Lose" betitelt.
- "Langsam" wurde als dritte Single aus dem Album veröffentlicht. Das von Autumn Sonnichsen gedrehte Musikvideo gelang im August 2016 in den Fokus der Öffentlichkeit, da sich Süggeler in diesem komplett nackt zeigt.[5][6] Zur Entscheidung, nackt im Video aufzutreten, sagte sie: „Mein Nacktsein war für uns einfach die logischste, klarste Form, den Song künstlerisch darzustellen. In "Langsam" geht es darum, zu sich selbst zu stehen, alles abzulegen, was einen beschwert und verschleiert. Wer nackt ist, ist ohne Fassade, bei sich selbst, wahr und ehrlich.“[7]
- „Rebel In Chanel“ enthielt in seiner ursprünglichen Version die Textzeile „Always remember that you are a woman“, dessen Inspiration Süggeler wie folgt erklärte: „Ich habe vor einigen Jahren eine Biografie über Coco Chanel zu lesen angefangen. Ihr Liebhaber hat immer gesagt ‚Always remember that you are a woman‘. [...] Ich fasse das so auf, dass Frauen in einem so harten Männerbusiness, wie die Modebranche es zur damaligen Zeit war, ihre sensible Seite nicht über Bord werfen dürfen. Ich habe auch in meiner Branche oft das Gefühl, kämpfen und meine Frau stehen zu müssen. Und ich frage mich, wie man als Kämpferin seine Sensibilität erhalten kann.“
- In "Zurück Zu Mir" geht es darum, „sich zurück zu besinnen, was man ist, auf den Kern, den Ursprung“ [„Immer wenn's schwer ist, so schwer ist./Gehn' wir'n Schritt zurück.“], weiter sei in der Entstehung des Songs die Frage aufgekommen: „Was ist eigentlich, wenn man sich kraftlos fühlt, und keine Hoffnung hat, und keinen Mut mehr hat? Auch da hilft glaube ich das Besinnen auf den Ursprung, sich zu fokussieren und seine Mitte zu finden.“[8] Einen ersten Clip des Lieds, der die Textteile „Follow your heart, 'till the end of time“ enthält, stellte die Gruppe bereits im Januar 2015 auf ihre Facebook-Seite.[9] Die englische Version des Songs "My Love Is Me" wurde beim Konzert der zdf@bauhaus-Reihe als akustische Pianoballade vorgestellt.
- "Himmel" thematisiert den Wunsch nach Freiheit und Frieden [„Will das wir frei sind./Brauch trotzdem Halt.“], und die Erkenntnis, dass zur Erfüllung dieser Wünsche jeder selbst aktiv werden muss [„Aber was ist./Wenn wünschen hier nicht reicht?“] Zum Ende des Lieds startet Süggeler einen Appell an den Hörer, nicht tatenlos zu bleiben. [„Ich krieg das nicht in' Kopf./Dass wir uns nicht verantwortlich fühlen./Ohne uns ändert sich nichts.“] Auch "Himmel" wurde im Gegensatz zu seinem englischsprachigen Pendant "Let It Go" sprachlich sowie thematisch umgeschrieben.
- Das an das Sprichwort angelehnte "Wer Einmal Lügt" entstand innerhalb eines Tages und dreht sich um die Enttäuschung, Wut und Verzweiflung, von einer vertrauten Person angelogen zu werden. [„Denn wo Lügen sind da bleibt nichts mehr./Und alles was war löst sich auf./Es gibt keinen Grund und keinen Boden auf dem man baut“] Süggeler betonte, dass es ihr beim neuen Album, im Gegensatz zum Vorgänger Liebe Ist Meine Religion nicht darum gehe, eine bestimmte Thematik von verschiedenen Seiten zu beleuchten, sondern in diesem Moment die pure Emotion festzuhalten: „Lügen [...] nimmt einfach den Boden, jegliches Vertrauen. Du fragst dich einfach in jeder Situation: ‚Ist das jetzt wahr, war das was vorher war alles wahr?‘ Ich glaube, damit bringt man eine Sache ganz schön ins Wanken.“
- „In My Sleep“ ist einer der ersten Songs, der für das Album entstanden ist. Erste Ideen für das Lied entstanden bereits im Frühjahr 2014.
- Das letzte Lied des Albums, "Run Run Run", wurde unverändert als englische Version auf das deutsche Album übernommen.

## Titelliste
| #  | Titel           | Autor(en)                                     | Produzenten                   | Länge |
| -- | --------------- | --------------------------------------------- | ----------------------------- | ----- |
| 1  | Andis Song      | Alina Süggeler                                | Andreas Weizel                | 3:13  |
| 2  | Burn the Boats  | Robin Grubert, Alina Süggeler, Andreas Weizel | Andreas Weizel                | 2:56  |
| 3  | Wir Sind Zuhaus | Robin Grubert, Alina Süggeler, Andreas Weizel | Andreas Weizel                | 3:53  |
| 4  | Ich Hab Angst   | Robin Grubert, Alina Süggeler, Andreas Weizel | Andreas Weizel                | 4:31  |
| 5  | Langsam         | Alina Süggeler, Andreas Weizel                | Andreas Weizel                | 3:31  |
| 6  | Rebel in Chanel | Alina Süggeler, Andreas Weizel                | Andreas Weizel                | 3:16  |
| 7  | Zurück zu mir   | Robin Grubert, Alina Süggeler, Andreas Weizel | Andreas Weizel                | 3:50  |
| 8  | Himmel          | Robin Grubert, Alina Süggeler, Andreas Weizel | Andreas Weizel                | 3:21  |
| 9  | Wer Einmal Lügt | Alina Süggeler, Andreas Weizel                | Andreas Weizel                | 2:52  |
| 10 | DBNMMF          | Alina Süggeler, Andreas Weizel                | Andreas Weizel                | 3:59  |
| 11 | In My Sleep     | Robin Grubert, Alina Süggeler, Andreas Weizel | Robin Grubert, Andreas Weizel | 4:37  |
| 12 | Run Run Run     | Robin Grubert, Alina Süggeler, Andreas Weizel | Robin Grubert, Andreas Weizel | 4:13  |

## Rezeption

### Kritikerstimmen
Die Kritiken zum Album Alina fielen überwiegend negativ aus. Größter Kritikpunkt sind die Liedtexte:
- „Es ist keine Übertreibung, wenn man sagt, dass Frida Gold all das auf den Punkt bringen, was die deutsche Popmusik zur Zeit falsch macht. [...] Über die Texte sollte man auch besser den Mantel des Schweigens hüllen, inhaltliche Tiefe sucht man auf „Alina“ vergeblich. Beinahe jeder Song möchte ein komplexes Gefühlskonstrukt verhandeln, scheitert aber an den bereits tausendmal gehörten Phrasen.“ – Marinus Seeleitner, tonspion.de[10]
- „Es beschleicht einen das Gefühl, dass Alina nicht so recht mit der deutschen Sprache zurecht kommt. [...] Alina ist an vielen Punkten dermaßen ohne Sinn und voller peinlicher Lyrics, dass nur resignatives Kopfschütteln übrig bleibt.“ – Johannes Jimeno, laut.de[11]
- „Dabei sind die Arrangements, die Partner Andreas Weizel um die Stimme herum setzt, stellenweise raffiniert. [...] Leider überlagern die reduntanten Themen junger Großstädterinnen diese Feinheiten. Im Englisch-Deutsch-Mischmasch des Albums gesprochen, geht es um Boyfriends, Girlfiends und um den eigenen Platz im zwischenmenschlichen Beziehungswirrwarr. [...] Einzig der Überbleibsel vom Flirt mit dem englischsprachigen Markt "In My Sleep" schafft es, einen Spannungsbogen einschließlich stimmlichen und musikalischen Ausbruch zu initiieren. Da war sie dann doch – die eine geballte Ladung Energie.“ – Michael Rubach, plattentests.de[12]

Jedoch fanden Kritiker auch lobende Worte für den reiferen Grundton des Albums:
- „Die Texte über die Liebe und Selbstakzeptanz überraschen nicht. Die wenigen verbliebenen deutsch-englischen Stücke, die sonst so typisch für die Band waren, machen die Platte immerhin etwas erwachsener. Die neuen Songs sind auch nicht mehr krampfhaft auf tanzbar getrimmt. Heraus sticht vor allem die schöne Stimme von Frontfrau Alina.“ – Aniko Schusterus, spreewild.de[13]

### Charts und Chartplatzierungen
Alina erreichte in Deutschland Position 23 der Albumcharts. In der Schweiz erreichte das Album Position 80 der Charts. Für Frida Gold ist dies bereits der dritte Charterfolg in Deutschland und der Schweiz, jedoch platzierten sich bislang kein Album schlechter in beiden Ländern.